# 辯天台場

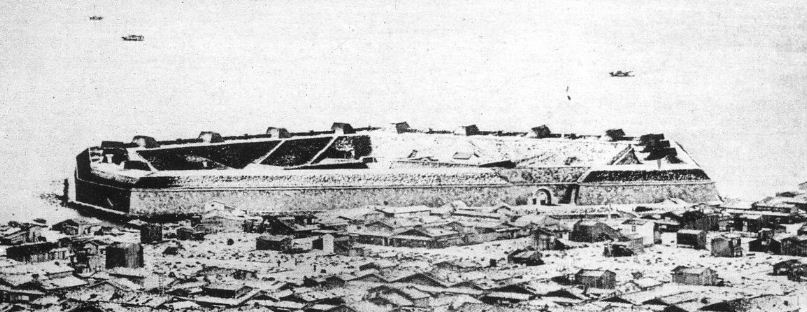
辯天台場

辯天台場（日语：／）是幕末北海道函館市設置的台場。